# Bertha Johnson

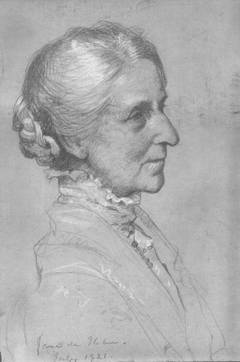
Bertha Johnson

 Bertha Jane Johnson (* 20. Januar 1846 in Charing Cross London, England; † 24. April 1927 in Oxford, England) war eine britische Förderin der Hochschulbildung für Frauen in Oxford. Sie war von 1894 bis 1921 Rektorin der Society of Oxford Home-Students, aus der später das St Anne’s College der University of Oxford hervorging und hatte dort als erste Frau eine Hochschulposition.

## Leben und Werk
Johnson wurde als Bertha J. Todd als drittes von vier Kindern von Elizabeth Mary Hart (1815–1894) und dem irischen Arzt Robert Bentley Todd geboren. Ihr Vater war Professor am King’s College in London und nach ihm ist die Toddsche Lähmung benannt.
Sie wurde zu Hause erzogen und war eine der ersten Studentinnen an der Slade School of Art und mehrere ihrer Gemälde wurden in der Royal Academy ausgestellt. 1873 heiratete sie den Historiker Arthur Henry Johnson, der Kaplan des All Souls College in Oxford und später Dozent für Neuere Geschichte an mehreren Oxford Colleges war. Sie bekamen zwei Söhne und Johnson arbeitete in Komitees mit, die ab 1874 Vorlesungskurse für Frauen durchführten und 1878 die Association for Promoting the Higher Education of Women in Oxford gründeten. 1879 wurde die Lady Margaret Hall gegründet und das nichtkonfessionelle Somerville Hall eröffnet.

## Von der Association for the Education of Women zum St Anne’s College
Johnson war von 1880 bis 1914 Sekretärin von Lady Margaret Hall und von 1883 bis 1894 Sekretärin der Association for the Education of Women (AEW). Als Sekretärin der AEW organisierte sie den Unterricht für die schnell wachsende Zahl von Studentinnen. 1894 wurde sie von der AEW zur Rektorin der Society of Oxford Home-Students ernannt. Als die Universität 1910 die Frauengesellschaften formell anerkannte, eine Delegation für Studentinnen gegründet wurde und Heimstudenten unter die Kontrolle der University of Oxford kamen, wurde sie als Rektorin der Society of Oxford Home-Students (SOHS) die erste Frau mit einem höheren Universitätsberuf. Sie war auch die erste der fünf Rektorinnen, die 1920 per Dekret den Master of Arts erhielt. Ihr Amt bekleidete sie immer ohne Bezahlung, bis sie 1921 mit 75 Jahren in den Ruhestand trat.
25 Jahre nach ihrem Tod beschloss 1942 die Society of Oxford Home-Students den Namen St Anne’s Society anzunehmen und 1952 erhielt die Gesellschaft die königliche Urkunde und wurde offiziell zum St Anne’s College.
Johnson war Präsidentin der Oxford Working Women’s Provident Society und Vizepräsidentin des Ausschusses der Oxford Charity Organization Society.
Johnson starb 1927 an Grippe ungefähr drei Monate nach ihrem Ehemann. Sie wurden zusammen auf dem Holywell Cemetery in Holywell, City of Oxford, begraben.